# Corteccia piriforme
La corteccia piriforme è una parte del cervello che corrisponde all'area 27 secondo la classificazione di Brodmann. È costituita dalla corticale dell'amigdala, dall'uncus dell'ippocampo e dal giro paraippocampale.
Alla corteccia piriforme afferisce lo stimolo sensitivo olfattivo.